# Cândido Xavier Pereira de Brito
Cândido Xavier Pereira de Brito, segundo barão de Cimbres (1824 — Recife, 10 de janeiro de 1894) foi um fazendeiro brasileiro.

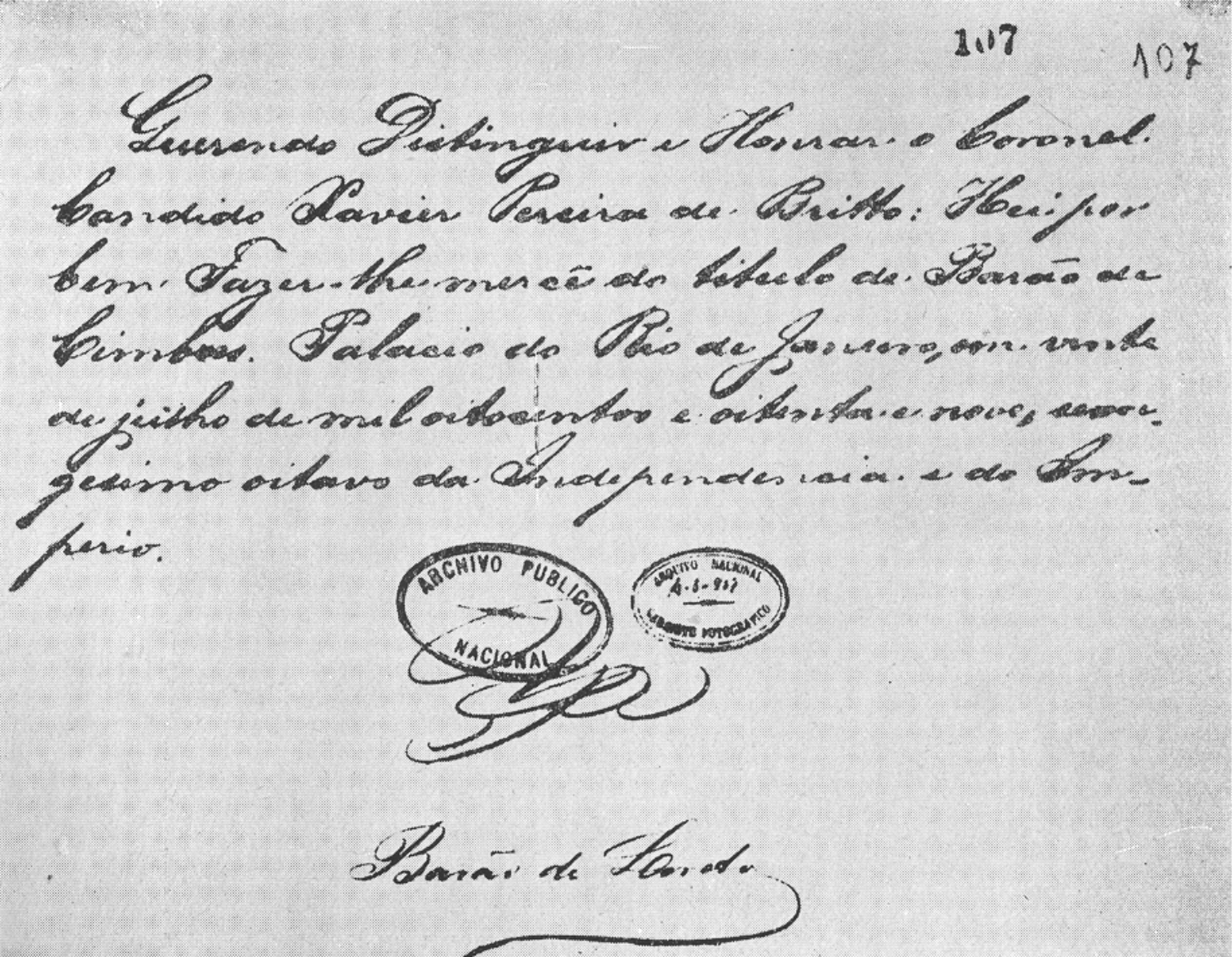
Decreto de 20 de julho de 1889 o conferindo o título de segundo barão de Cimbres (Arquivo Nacional).

Agraciado barão em 20 de setembro de 1889, foi coronel da Guarda Nacional.